# Douglas megye (Dél-Dakota)
Douglas megye az Amerikai Egyesült Államokban, azon belül Dél-Dakota államban található. Megyeszékhelye és legnagyobb városa Armour. Lakosainak száma 2835 fő (2020. április 1.). Douglas megye Aurora, Davison, Hutchinson és Charles Mix megyékkel határos.

## Népesség
A megye népességének változása:
| Lakosok száma | 2993 | 2993 | 2974 | 3023 | 2977 | 2835 |
|               | 2010 | 2011 | 2012 | 2013 | 2015 | 2020 |